# Evarcha falcata xinglongensis
Evarcha falcata là một phân loài nhện trong họ Salticidae.
Loài này thuộc chi Evarcha. Evarcha falcata xinglongensis được Yang & Guo Tang miêu tả năm 1996.

## Hình ảnh

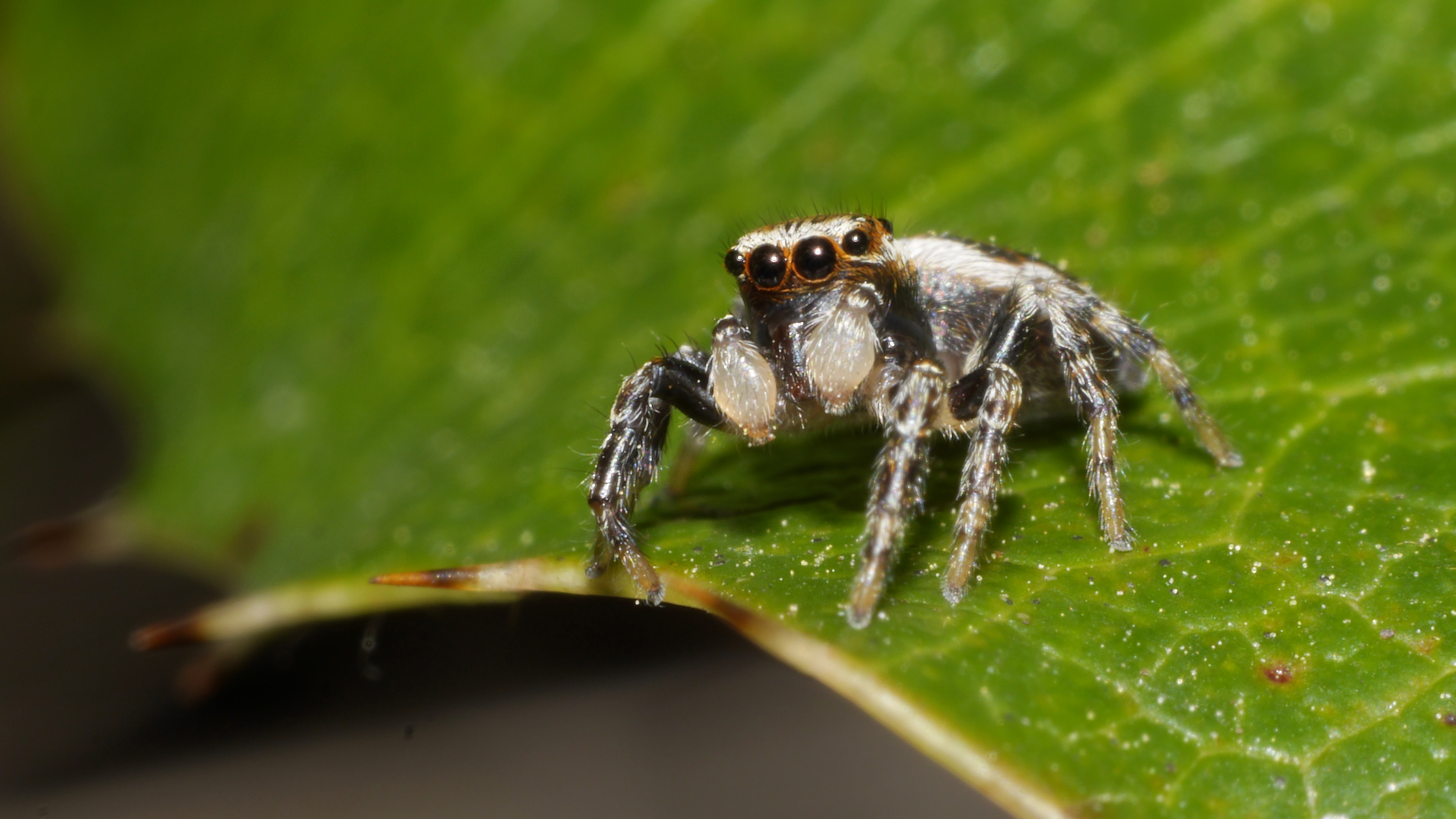
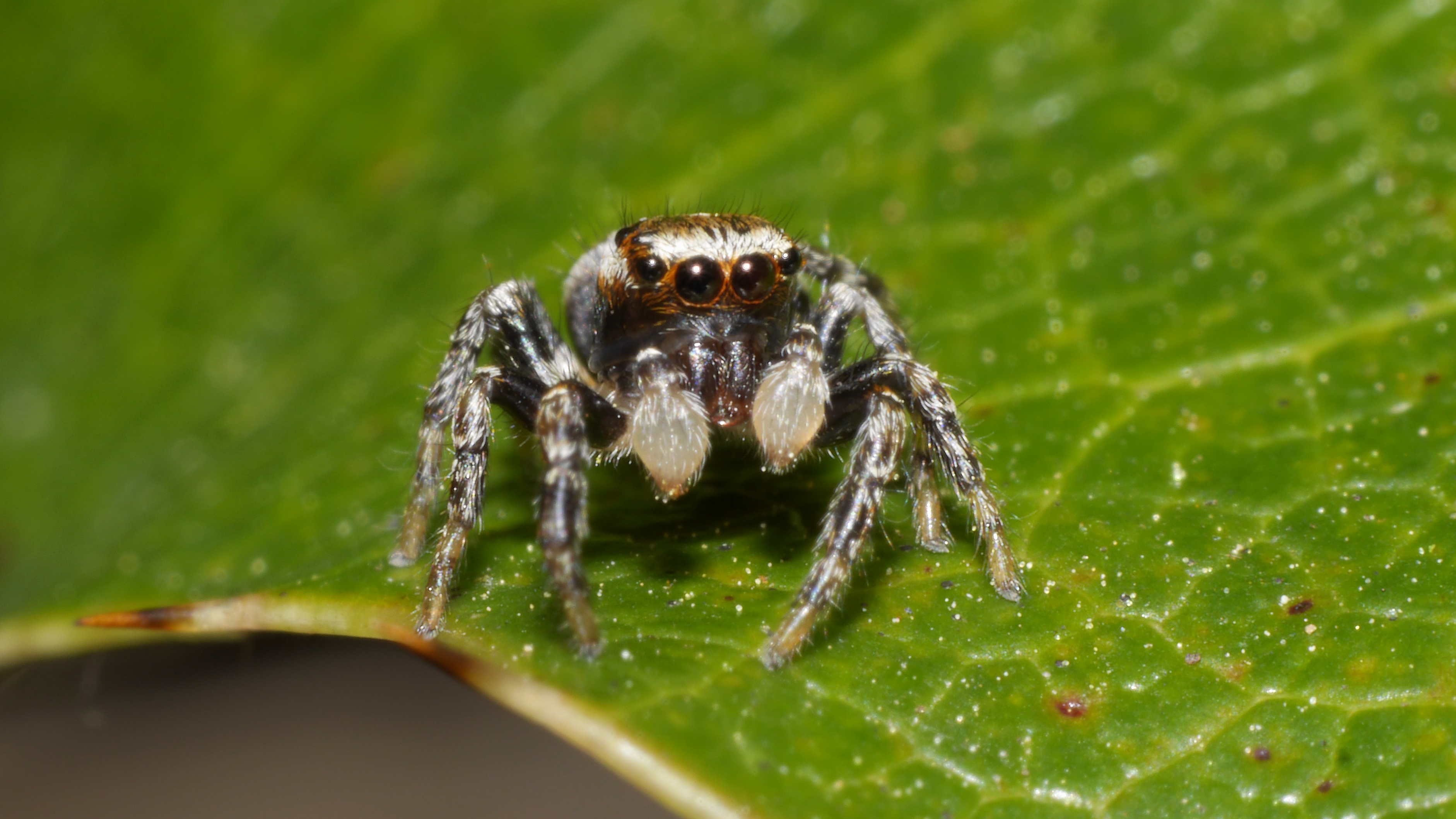
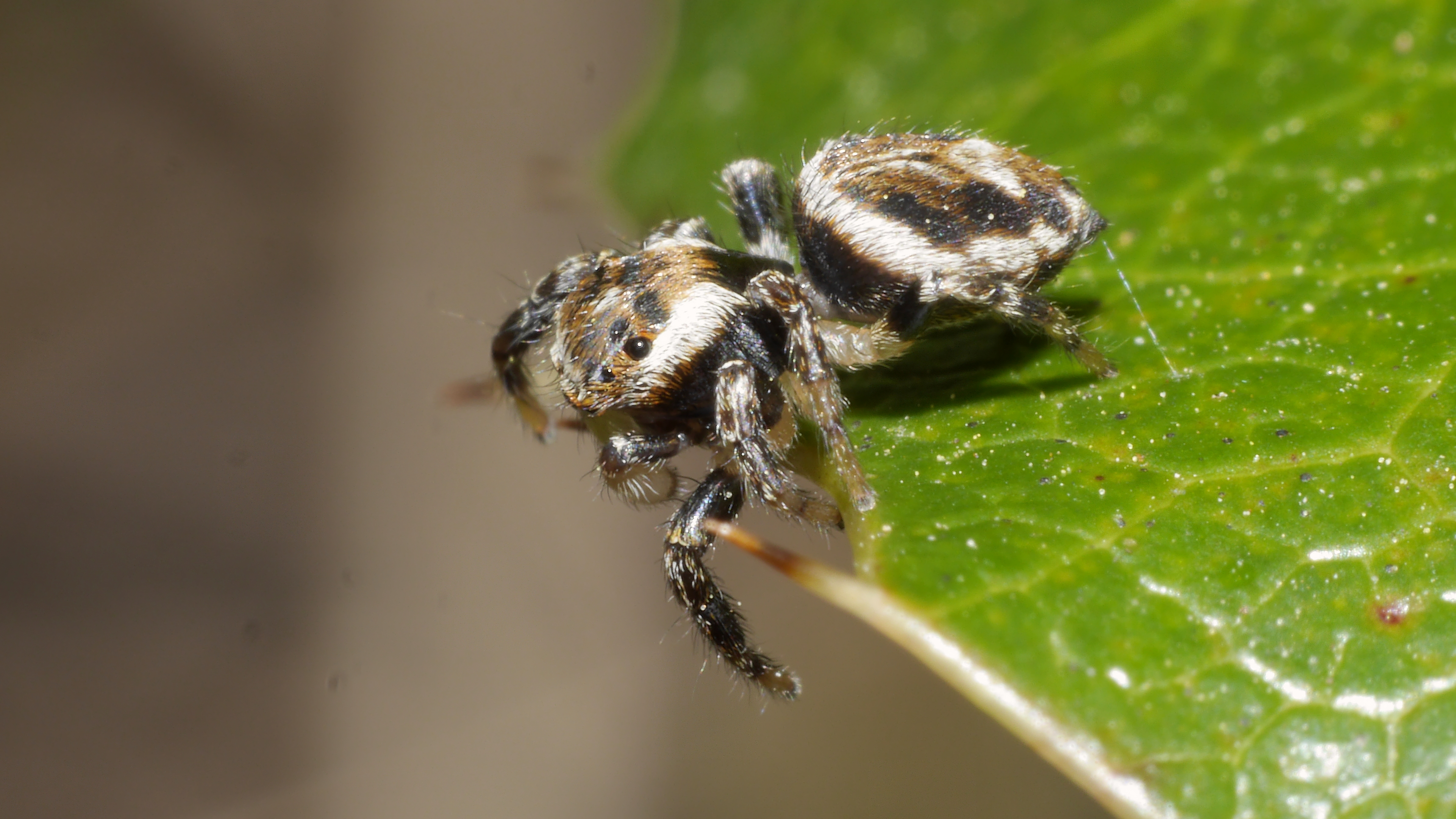
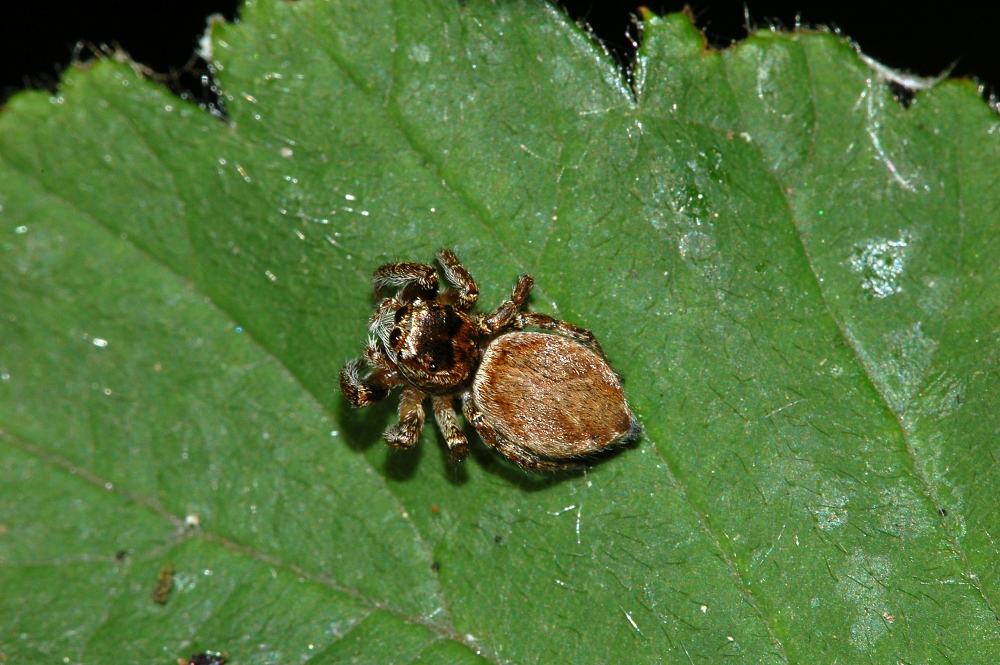